# Guerra del sale (1540)
La guerra del sale del 1540 fu un'insurrezione del territorio di Perugia contro lo Stato Pontificio ai tempi di papa Paolo III; al termine della guerra, Perugia perse la propria autonomia e divenne parte integrante dello Stato Pontificio.

## Prologo
Il territorio di Perugia faceva formalmente parte dello Stato Pontificio fin da età altomedievale, anche se la città restò de facto indipendente fino al 1370, allorquando perse le proprie autonomie comunali, unitamente alle libertà civiche di cui godeva, e venne pienamente incorporata dalla Santa Sede. Nel corso del XV secolo i vincoli di soggezione agli Stati della Chiesa si allentarono nuovamente, grazie anche all'affermarsi sul territorio di alcune signorie, l'ultima delle quali fu quella della famiglia Baglioni.

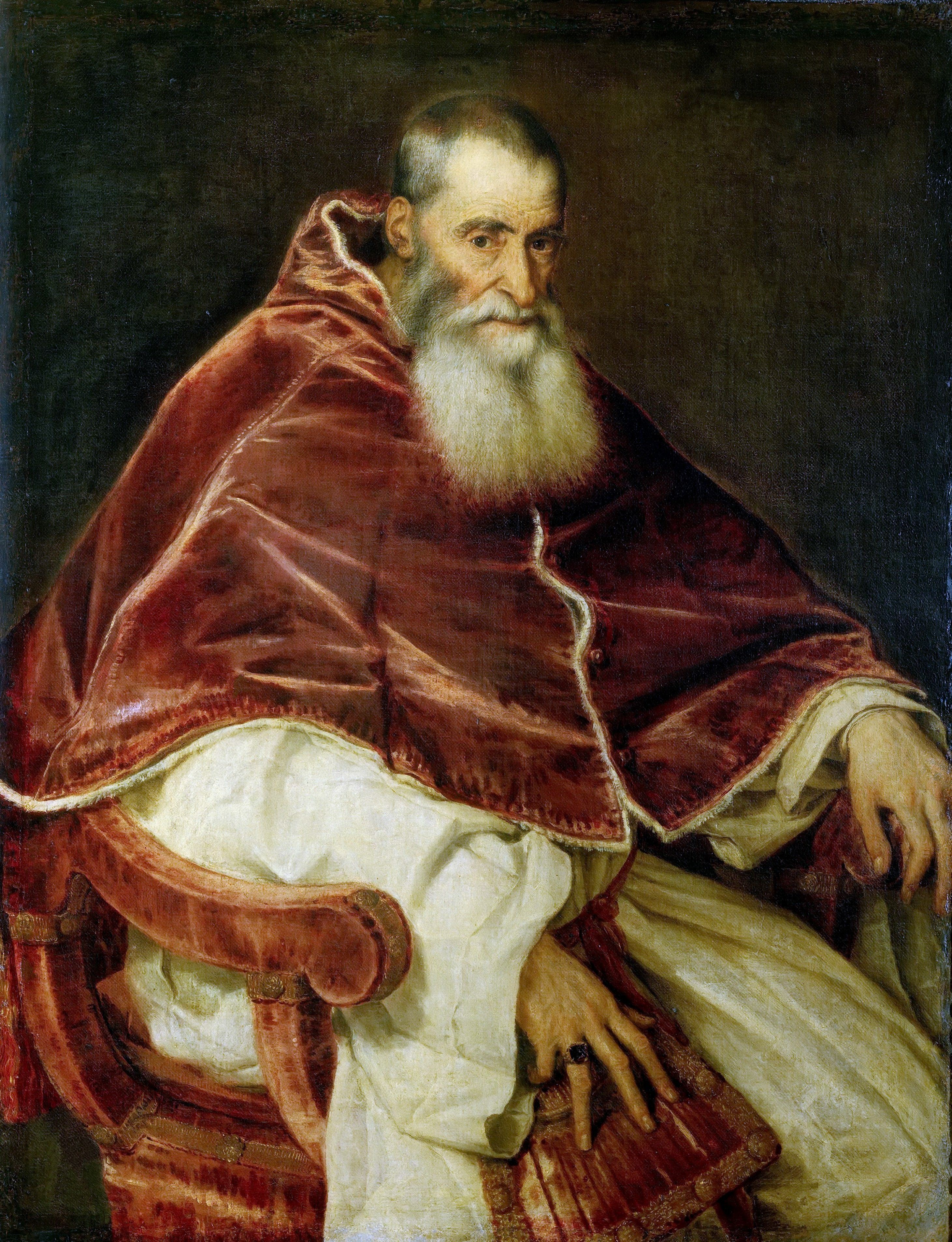
Ritratto di Paolo III

Nel 1531 su tutti i territori pontifici venne imposta una tassa sul sale; tale tassa causò un malcontento popolare che i Baglioni tentarono di cavalcare nel tentativo di affrancarsi completamente dal dominio papale. Verso la fine del 1539 il papa Paolo III, in un periodo di estrema carestia, durante una sua visita alla città di Perugia manifestò l'intenzione di richiedere l'aumento del prezzo del sale (prezzo-fisso), già concordato con le autonomie comunali in regime di monopolio delle saline pontificie, nella misura di tre quattrini per libbra.
La proposta ufficiale, inoltrata dal legato pontificio, cardinale Cristoforo Jacovacci, venne respinta dal consiglio popolare convocato dai Priori che, nel dichiararne l'inapplicabilità, deliberò di mandare ambasciatori a Roma per protestare contro la proposta ritenuta in contrasto con gli accordi già stabiliti con i pontefici precedenti. Per tutta risposta, il 17 marzo 1540, nonostante l'evidenza del sopruso, il pontefice fece recapitare ad Aligero vicelegato pontificio e ad Alfano Alfani, capo dei priori, la Bolla di scomunica della popolazione perugina. Alla scomunica seguirono le dimissioni dell'Alfani e l'elezione del nuovo Consiglio dei Venticinque. Il popolo perugino sperava che il nuovo governo cittadino fosse in grado di opporsi all'ingiusta pretesa papalina ed ancor più di ottenere dai governanti una revisione dello statuto per ripristinare la perduta autonomia comunale con il giusto riconoscimento dei privilegi fino ad allora goduti. Nel frattempo il Papa, deciso a contrastare l'insubordinazione popolare richiamò in Roma il legato Jacovacci e durante il concistoro manifestò la volontà di ricorrere all'intervento armato contro la città di Perugia. In città il governo nobiliare dei Venticinque si occupava soltanto della propria sopravvivenza trascurando il pericolo del conflitto.

## Campagna nel contado perugino

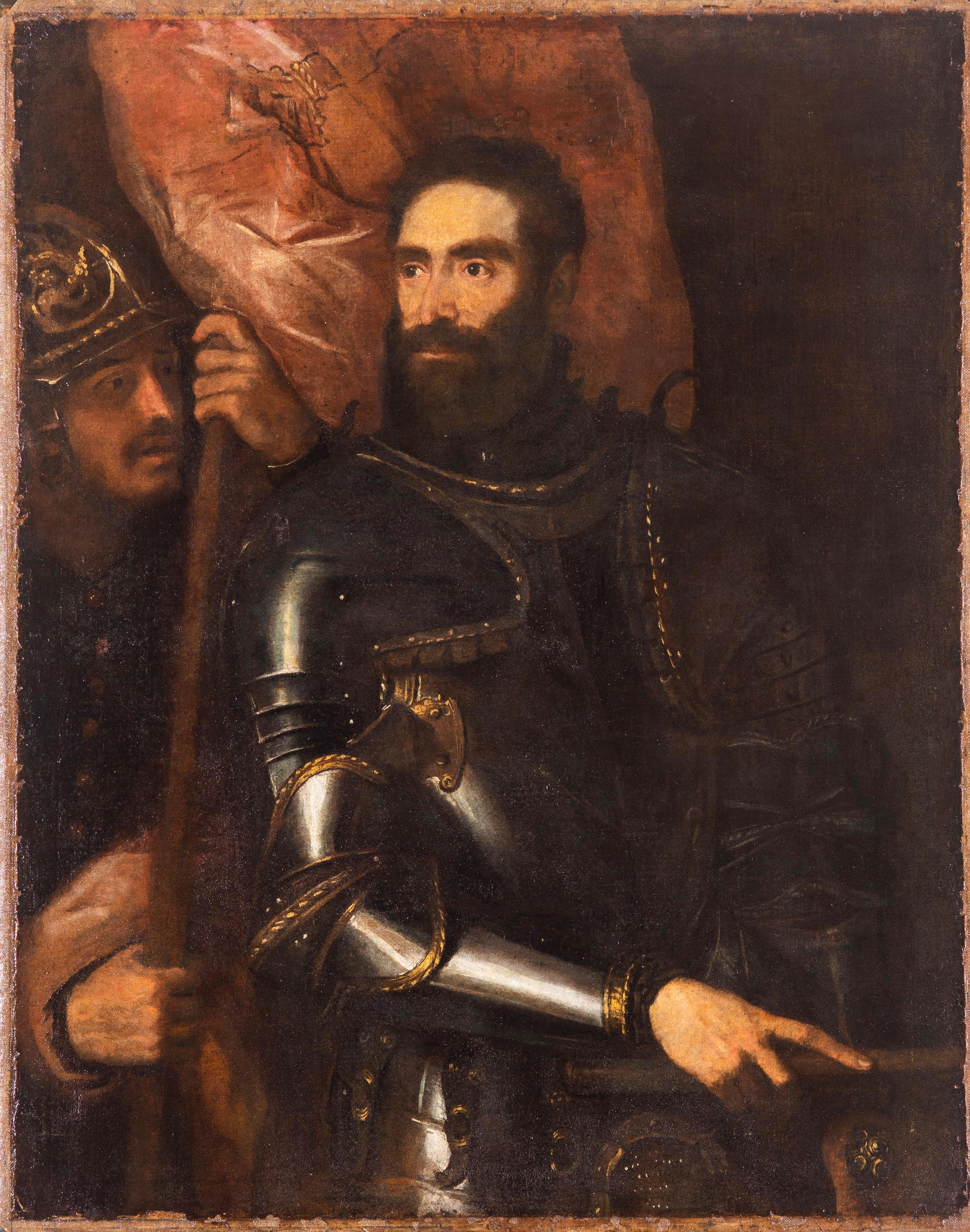
Pier Luigi Farnese

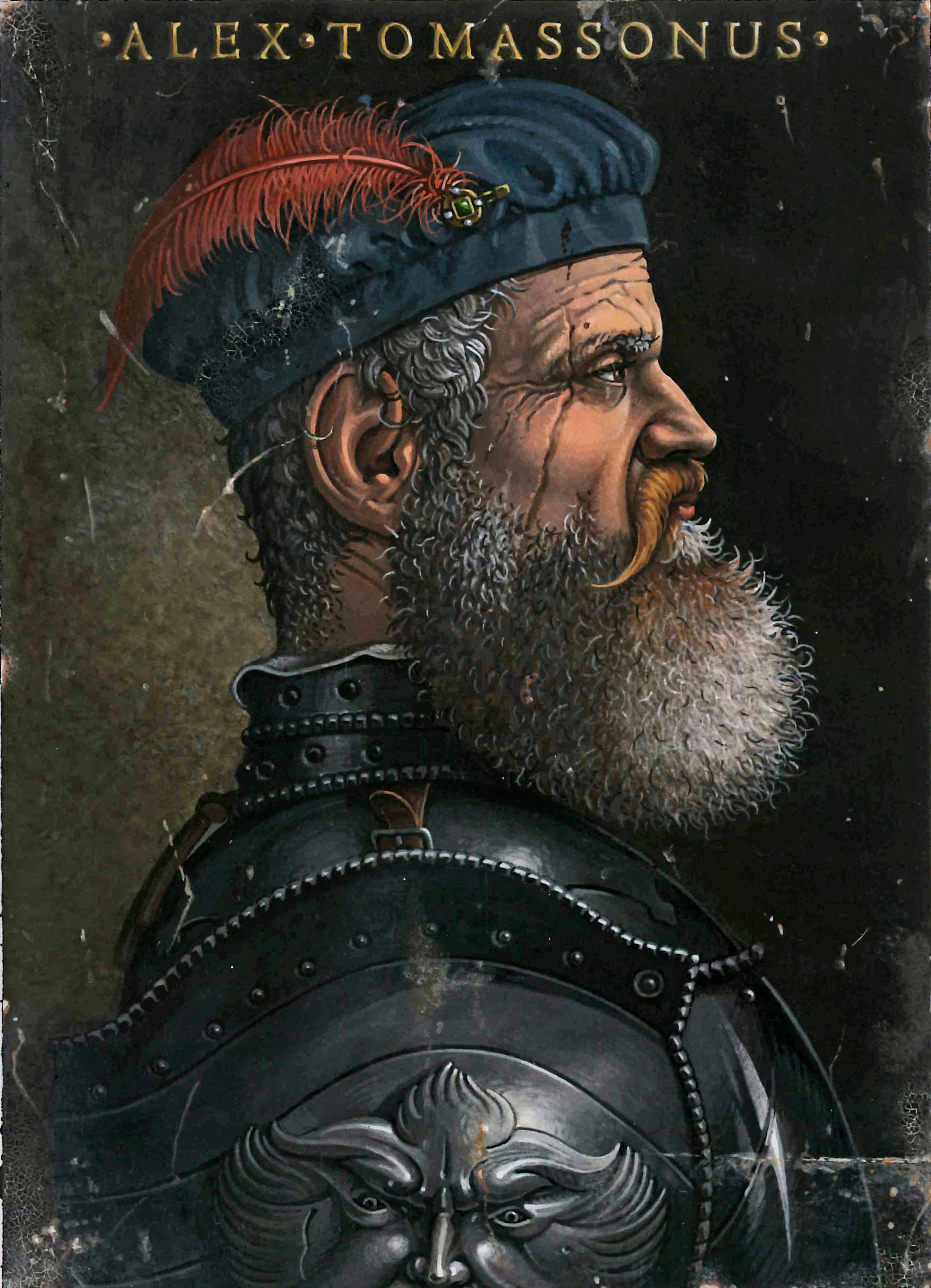
Alessandro da Terni

Il primo aprile del 1540, nel territorio perugino furono avvistate milizie pontificie condotte da Pier Luigi Farnese, Gonfaloniere della Chiesa, figlio di Paolo III, descritto nella storia come persona dissoluta e violenta. La sua fanteria era agli ordini del mastro generale di campo Alessandro da Terni.
L'esercito pontificio mobilitato dal Farnese (8000 italiani e 400 Lanzichenecchi), iniziò a devastare il territorio di Foligno, Assisi e Bastia, incontrando scarsa resistenza. Nel conflitto armato le milizie messe in campo dal comune di Perugia potevano contare soltanto su 2000 fanti, in gran parte Senesi, mancanti di munizioni e rifornimenti. Mentre i migliori capitani di ventura si trovavano al soldo dell'esercito condotto dal Farnese, l'esercito perugino poteva contare soltanto sul prestigio di Ascanio della Corgna, giovane condottiero perugino. Fallita la mediazione di pace intrapresa dal Viceré di Napoli, Don Pedro de Toledo, i Perugini sperarono ancora nell'appoggio del duca fiorentino Cosimo I de' Medici che si trovava in aperto contrasto con il pontefice Paolo III e nell'amor patrio del condottiero Ridolfo Baglioni, ex Signore di Perugia, assoldato dal duca Cosimo con una redditizia condotta. Il 16 maggio il Baglioni, tornato in patria, venne accolto con grande entusiasmo da tutta la popolazione perugina. Ma più che per combattere Ridolfo tornava in patria con l'intento, tenuto nascosto, di trattare la resa della sua città. Il primo attacco delle milizie pontificie fu condotto dal Tomassoni, dapprima infatti si batté valorosamente contro la cavalleria di Ridolfo poi si diresse all'assedio del castello di Torgiano, situato in posizione strategica alla confluenza del Tevere e del Chiascio, tuttavia inutilmente. Il castello di Torgiano era stato protetto da un fossato semicircolare progettato dal Della Corgna. Il fiero condottiero ternano si rifece vincendo definitivamente le truppe di Ascanio della Corgna a Ponte S. Giovanni e a Pretola.

## Assedio di Perugia
I papalini, lasciato Torgiano, dopo aver devastato gli abitati del contado perugino si diressero verso l'ascesa di Perugia portandosi fin sotto le mura. Il Baglioni invece di ostacolare frontalmente l'avanzata del nemico si limitò a contrastare le milizie del Farnese con colpi di artiglieria sparati da Porta Sole. Il 3 giugno nel Monastero di Monteluce, Ridolfo Baglioni con il commissario di campo Gerolamo Orsini trattarono la capitolazione di Perugia. Seguì lo scioglimento dei Venticinque. Molte famiglie perugine emigrarono nelle città limitrofe di Firenze, Siena ed Urbino, preferendo la soggezione a quelle Signorie, piuttosto che al dominio teocratico dello Stato Pontificio. La guerra si concluse con la sconfitta dei Perugini e la fine della loro indipendenza. Alessandro Tomassoni da Terni, sfruttando le sue conoscenze nel campo delle fortificazioni militari, collaborò tra il 1540 e il 1541 con Antonio da Sangallo il Giovane (1484-1546) alla risistemazione dell’area dove poi sorgerà la Rocca Paolina, voluta dal pontefice sul luogo dove sorgevano le case dei Baglioni e di altri maggiorenti per riaffermare la sottomissione della città allo Stato della Chiesa.

## Conseguenze

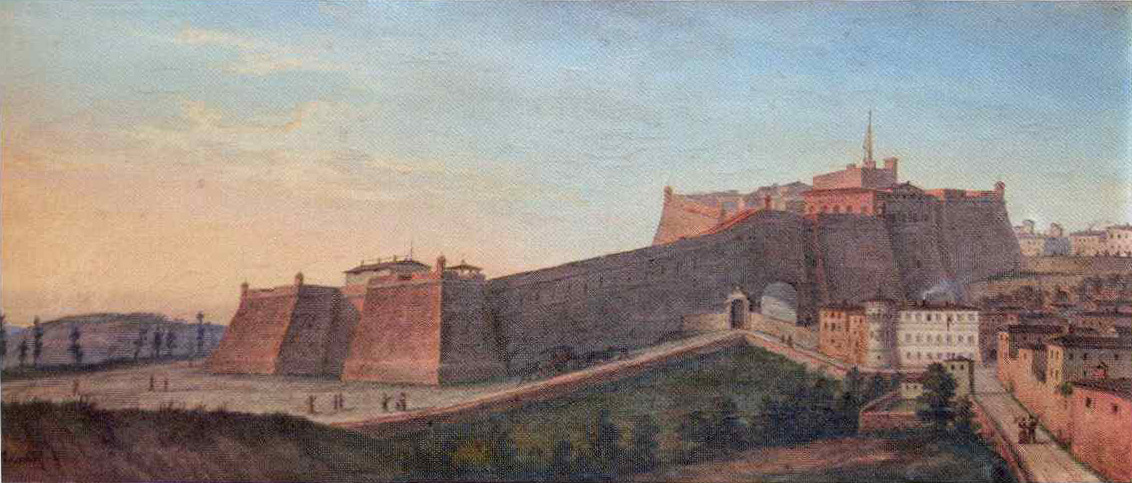
Veduta della Rocca Paolina- dipinto del XIX secolo

Ridolfo Baglioni, privato dei propri privilegi e dei propri soldati, dovette abbandonare la città sancendo la fine della signoria perugina e successivamente, tornato al soldo del duca Cosimo rimase ucciso nel 1554 nel conflitto fiorentino-senese, colpito da un colpo d'archibugio  sotto le mura di Chiusi.
La città di Perugia perse per la seconda volta nella sua storia le proprie libertà civiche e la sua secolare autonomia e passò nuovamente alle dirette dipendenze dello Stato della Chiesa, che obbligò la cittadinanza a costruire l'imponente Rocca Paolina, dove si insediò una guarnigione pontificia.
Parte delle mura della città furono demolite.
La tradizione vuole che i perugini, comunque non domati dalla dominazione pontificia, reagissero dopo la guerra boicottando la tassa che aveva principiato la loro definitiva sottomissione territoriale al Papa, smettendo di salare il pane, che da allora fu insipido. Una ricerca recente però sembra smentire questa leggenda.